# Goleba lyra
Goleba lyra is een spinnensoort in de taxonomische indeling van de springspinnen (Salticidae).
Het dier behoort tot het geslacht Goleba. De wetenschappelijke naam van de soort werd voor het eerst geldig gepubliceerd in 2006 door Maddison & Zhang.